# Рудрамадеві
Рудрамадеві (тел. రుద్రమదేవి; д/н–27 листопада 1289) — магараджа Держави Какатіїв в 1262—1289 роках.

## Життєпис
Донька Ганапатідеви. Народилася близько 1220/1225 року, отримавши титул патодрітті (принцеси). Близько 1240 року вийшла заміж за Вірабхадру, магарджу Нідадавулу, що належав до гілки династії Східних Чалук'їв. Згодом батько, що не мав синів-спадкоємців, став долучати до державних справ Рудрамадеві. Стала носити чоловічий одяг, вправно їздили на конях, володіла зброєю.
1262 року спадкувала владу. Ймовірно стикнувся з опром знаті, тому вирішила призначати на військові посади представників торгівельних та ремісницьких каст, надаючи їм земельні володіння (на кшталт джаґірів). Також зміцнила свою столицб Оругаллу, збільшивши оборонну стіну в діаметрі 2,4 км, а рів перед нею до 46 м. В цей час державу відвідав юаньський сановник Марко Поло, що слідував до Держави Хулагуїдів, який схвально описав діяльність Рудрамадеві.
Невдовзі зазнала нападу з боку Нарасімхадеви I, гаджапаті Східних Гангів, який захопив гирло річки Годаварі. Цьому сприяли заворушення частини знаті, невдаволеної правлінням жінки та її чоловіка зі Східних Чалук'їв. Претендентами на трон виступили її стриєчні брати. За цим володіння Какатіїв атакував Махадева, чакравартін Держави Сеунів. Втім військам Какатіїв вдалося відбити напад, внаслідко чого Махадева визнав незалежність Рудрамадеві. Вона також придушила усі внутрішні повстання. Після цього прийняла титул раджакесарі. Але 1264 року військо Какатіїв зазнало поразки від Садаявармана Сундари Пандьяна I, правителя Держави Пандья, внаслідок чого було втрачено регіони Канчі, Неллоре і Вісаявадай.
1278 року відправила військо проти Бганудева I, гаджапаті Східних Гангів, якому було завдано тяжкої поразки, внаслідок чого відвойовано раніше втрачені землі в гирлі Годаварі. 1279 року в союзі з Мараварман Куласекара I, володарем держави Пандья, було завдано рішучої поразки Копперунчінзі II з Династії Кадава, державу якого було розділено поміж переможців. Але в наступні роки точилася боротьба за жрібні князівства Валлур та Трипурарам.
Сприяла розвитку сільського господарства, насамперед завдяки розбудові іригаційної мережі в долині річки Крішна. Було створено системо ланцюгових ставків, яка існує до тепер. Продовжувала підтримувати зовнішню торгівлю та ремісництво.
У листопаді 1289 року в битві біля Налгонди зазналапоразки в битві проти васального князя Амбадеви й загинула. Трон спадкував онук Пратапарудра II.

## В кіно
- 2015 року вийшов фільм «Рудрамадеві».
- 2021 демонстрував телесеріал «Рудрамадеві».